# Sheffield (Pensilvania)
Sheffield es un lugar designado por el censo ubicado en el condado de Warren en el estado estadounidense de Pensilvania. En el año 2000 tenía una población de 1,268 habitantes y una densidad poblacional de 283 personas por km².

## Geografía
Sheffield se encuentra ubicado en las coordenadas 41°42′15″N 79°2′2″O / 41.70417, -79.03389.

## Demografía
Según la Oficina del Censo en 2000 los ingresos medios por hogar en la localidad eran de $36,307 y los ingresos medios por familia eran $46,912. Los hombres tenían unos ingresos medios de $29,886 frente a los $18,750 para las mujeres. La renta per cápita para la localidad era de $16,751. Alrededor del 11.4% de la población estaba por debajo del umbral de pobreza.